# Markgrafschaft Baden-Hachberg

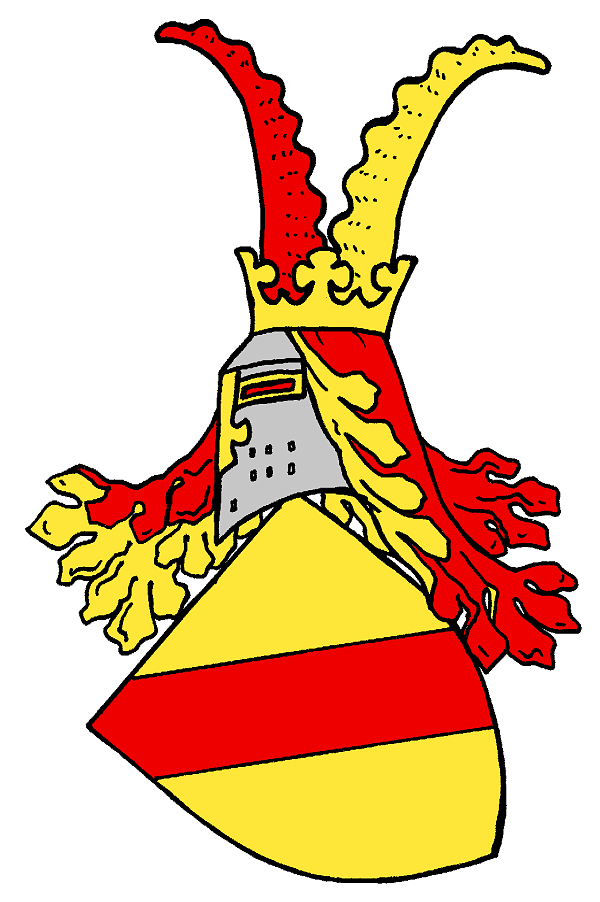
Stammwappen der Markgrafen von Baden-Hachberg

Die Markgrafschaft Baden-Hachberg entstand circa im Jahre 1212 durch Abspaltung von der Markgrafschaft Baden. Heinrich I. und sein Bruder Hermann teilten sich das Erbe des 1190 verstorbenen Vaters Hermann IV. Die Markgrafschaft existierte als selbständiges Territorium bis Otto II. von Hachberg 1415 seinen Besitz an den Markgrafen Bernhard I. von Baden verkaufte. In der Markgrafschaft Baden – später Markgrafschaft Baden-Durlach – bildete das Territorium das Oberamt Hochberg.

## Geschichte

### 1212–1306

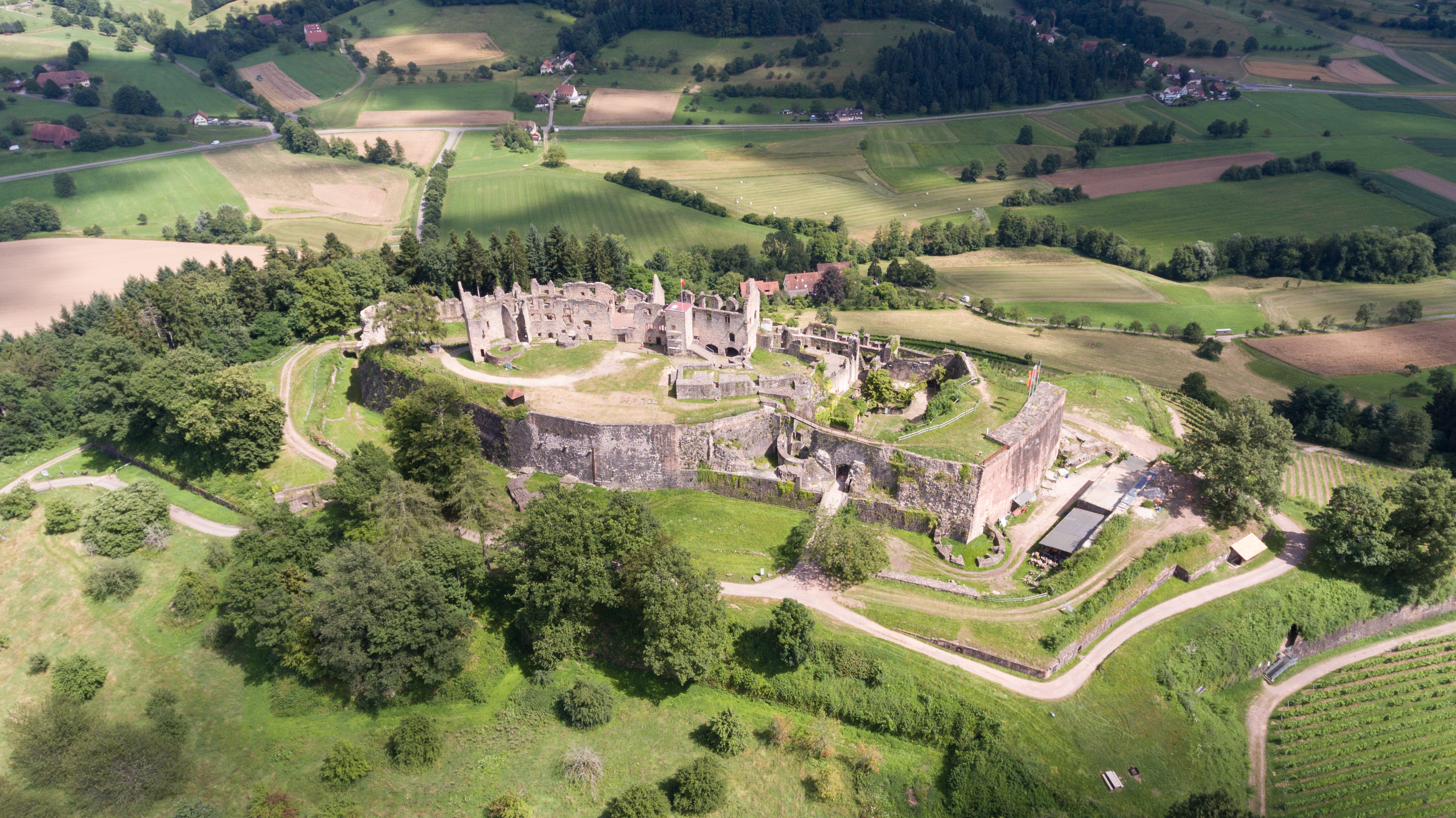
Hochburg (Emmendingen)

Stammburg war die Hochburg auf dem Hachberg bei Emmendingen. Die Hachberger Linie konnte sich im Verlauf des 13. Jahrhunderts gegen die Konkurrenz der Grafen von Freiburg im Raum zwischen Schwarzwald und Rhein (Breisgau) behaupten.

### 1306–1415

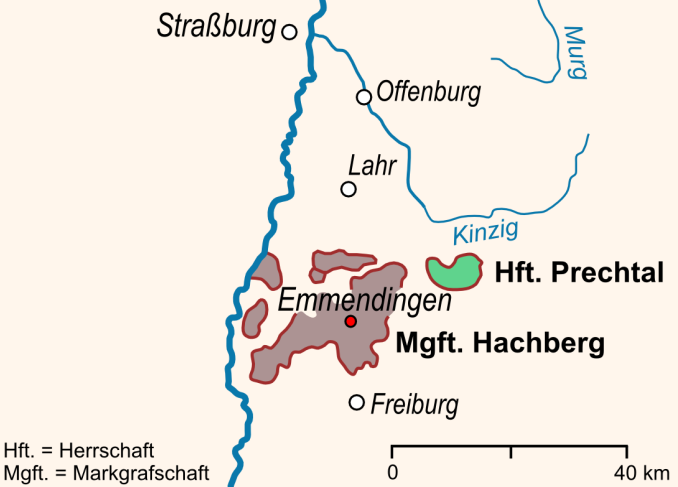
Ausdehnung der Markgrafschaft Baden-Hachberg um das Jahr 1410. Grün dargestellt ist die Herrschaft Prechtal, welche im Jahre 1409 erworben wurde und ein Kondominium mit dem Hause Fürstenberg war.

1306 erfolgte zwischen dem dritten Hachberger Markgrafen Heinrich III. (1290–1330) und seinem Bruder Rudolf I. (1290–1313) eine Erbteilung, als deren unmittelbares Resultat Hachberg mit der Stadt Emmendingen an Heinrich übertragen wurde. Zwischen 1390 und 1409 kam es zu einem Konflikt mit den Grafen von Fürstenberg um die Herrschaft Prechtal, der dann durch die Errichtung eines Kondominats gelöst wurde.
Rudolf erhielt die Herrschaft Sausenberg mit dem neuen Stammsitz, der Sausenburg, und damit die Vogtei über die Propsteien Bürgeln, Sitzenkirch und Weitenau des Klosters St. Blasien. 1315 gelangte die Herrschaft Rötteln an die Markgrafen von Hachberg-Sausenberg und 1444 die Herrschaft Badenweiler.
Die Markgrafschaft mit Stammsitz Hochburg existierte bis 1415, als Markgraf Otto II. von Hachberg Burg und Herrschaft Hachberg an seinen entfernten Vetter, den Markgrafen Bernhard I. von Baden, verkaufte, nachdem die Nebenlinie Hachberg-Sausenberg nicht auf die Verkaufsofferte eingetreten war. Mit dem Tod Ottos II. im Jahre 1418 erlosch die Linie Hachberg-Hachberg.
Während die Markgrafschaft Baden-Hachberg bereits 1415 ihr Ende fand, fiel die südlicher gelegene Markgrafschaft Hachberg-Sausenberg erst 1503 an die Hauptlinie in persona von Christoph I. von Baden zurück („Röttelsche Gemächte“).

### 1584–1590
Von 1584 bis 1590 gab es eine Neuauflage der Markgrafschaft Baden-Hachberg, als Jakob III. aus der Linie Baden-Durlach das Gebiet bei der Landesteilung mit seinen Brüdern Ernst Friedrich und Georg Friedrich zugewiesen wurde.

## Überblick

### Markgrafen
| Siegel | Name (Lebensdaten)                        | Regierungszeit | Anmerkungen |
| ------ | ----------------------------------------- | -------------- | --- |
|        | Heinrich I. (* vor 1190; † 2. Juli 1231)  | 1190–1231      | Begründer der Seitenlinie Hachberg des Hauses Baden nach der Landesteilung (um 1212) mit seinem Bruder Hermann V. von Baden                                                     |
|        | Heinrich II. (* vor 1231; † um 1297/1298) | 1232–1290      | übergibt 1290 die Regierung an seinen Sohn und wird Ritter des Deutschen Ordens                                                                                                 |
|        | Heinrich III. († 1330)                    | 1290–1330      | vereinbart mit seinem Bruder Rudolf 1306 eine weitere Landesteilung, wodurch die Markgrafschaft Baden-Hachberg ihre südlichen Gebiete an Hachberg-Sausenberg verliert           |
|        | Heinrich IV. († um 1369)                  | 1330–1369      | kann gegen die Habsburger seinen Anspruch auf Kenzingen und die Kirnburg nicht durchsetzen                                                                                      |
|        | Otto I. († 9. Juli 1386)                  | 1369–1386      | fällt in der Schlacht bei Sempach im Dienste der Habsburger |
|        | Johann († 1409)                           | 1386–1409      | nach dem Tod seines Bruders Otto Herrschaftsteilung mit seinem Bruder Hesso; Johann erhielt die Hälfte der Hochburg, das Dorf Bahlingen am Kaiserstuhl und Ausgleichszahlungen. |
|        | Hesso († 1410)                            | 1386–1410      | nach dem Tod seines Bruders Otto Herrschaftsteilung mit seinem Bruder Johann |
|        | Otto II. († 1418)                         | 1410–1415      | erbt die Landesteile seines Vaters Hesso und seines Onkels Johann und verkauft 1415 die gesamte Markgrafschaft an Bernhard I. von Baden                                         |

Die Markgrafen von Hachberg hatten ihre Grablege im Kloster Tennenbach.

### Wappen

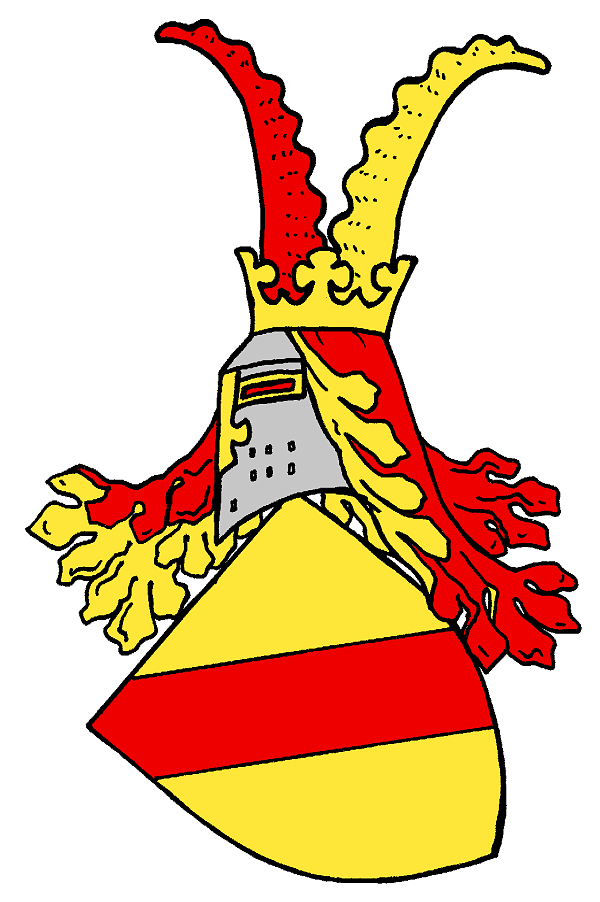
Stammwappen der Markgrafen von Baden-Hachberg
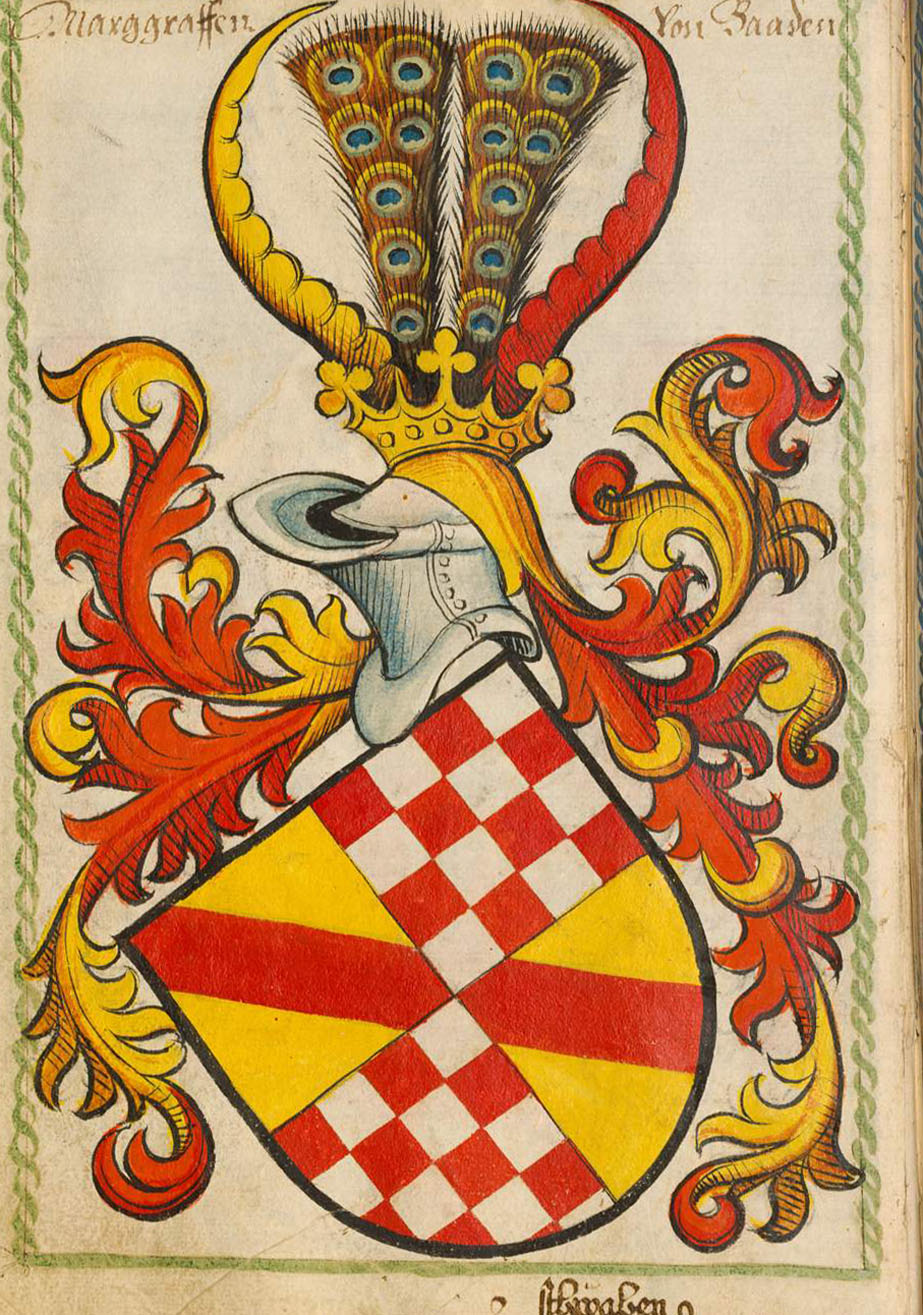
Kombination aus dem Stammwappen und dem Wappen der Hinteren Grafschaft Sponheim
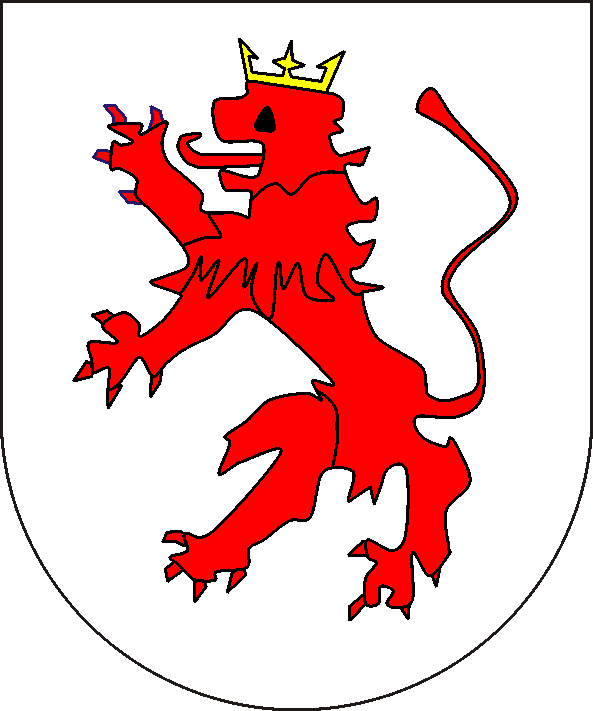
Der vermeintliche „Breisgauer Löwe“ als Symbol für Hachberg

Das Wappen der Markgrafen von Baden-Hachberg entsprach dem gelb-rot-gelben Stammwappen Badens, wurde jedoch im Unterschied zur Hauptlinie, die zunächst Büffelhörner mit Lindenzweigen verwendete, mit Steinbockhörnern als Helmzier geführt.
Als Hachberg-Wappen wird allerdings auch die Kombination des Badischen Stammwappens mit dem Wappen der Hinteren Grafschaft Sponheim angesehen, die Jakob I. von Baden ab 1444 nutzte.
Darüber hinaus wurde ab Markgraf Ernst I. von Baden-Durlach der „Breisgauer Löwe“ – eigentlich das Siegel der Freigrafschaft Burgund, das irrtümlicherweise für das Geschlechtswappen der Zähringer gehalten wurde – als Symbol für die Markgrafschaft Hachberg verwendet, zum Beispiel im Großen Wappen des Großherzogtums Baden bis 1830.

### Religion
Die selbständige Existenz der Markgrafschaft endete vor der Reformation. Später war Baden-Hachberg Teil der Markgrafschaft Baden-Durlach, die 1556 die lutherisch wurde.
Unter Jakob III. gab es 1590 den Versuch, den Katholizismus wieder einzuführen, was durch die Vergiftung Jakobs im gleichen Jahr verhindert wurde.

### Ortschaften
Vor dem Verkauf an Markgraf Bernhard von Baden gehörten zur Markgrafschaft Hachberg gemäß dem 1414 aufgestellten Urbar Gülten und Gefälle in folgenden Ortschaften:
| Besitzungen               | Jahr des Erwerbs | Anmerkungen | Wappen |
| ------------------------- | ---------------- | --- | ------ |
| Hochburg                  |                  | |        |
| Emmendingen               |                  | |        |
| Vordersexau und Tal Sexau | 1344             | vom Kloster Andlau gekauft |        |
| Breitebene                |                  | |        |
| Denzlingen                | 1305             | |        |
| Bahlingen am Kaiserstuhl  |                  | |        |
| Teningen                  | 1356             | bis dahin den Grafen von Freiburg zugehörig; der Ortsteil Heimbach gehörte nicht zur Markgrafschaft, sondern zu Vorderösterreich – Hachberg war aber in Heimbach begütert |        |
| Freiamt                   |                  | |        |
| Ottoschwanden             | 1344             | vom Kloster Andlau gekauft |        |
| Weisweil                  | 1352             | von Friedrich von Üsenberg |        |
| Herrschaft Prechtal       | 1409             | Lehen der Grafen von Habsburg-Laufenburg; Kondominium mit dem Fürstentum Fürstenberg                                                                                      |        |
| Mundingen                 |                  | |        |
| Malterdingen              |                  | |        |
| Eichstetten               | 1395             | Lehen |        |
| Bischoffingen             |                  | mit Gütern in Oberbergen |        |
| Burg Höhingen             |                  | |        |
| Vogtsburg                 |                  | |        |
| Ihringen                  |                  | |        |

Die hachbergischen Ortschaften Hochstetten, Niederrimsingen, Achkarren, Leiselheim, Münchweier und Sulzburg waren 1414 verpfändet.
Im Laufe der Geschichte gehörten zeitweise weitere Ortschaften zur Markgrafschaft Baden-Hachberg, so insbesondere auch die Stadt Kenzingen und ab 1405 Vörstetten, das aber zeitweise als Lehen vergeben war. Im Zeitraum 1584–1590 gehörte auch Gundelfingen zur Markgrafschaft Baden-Hachberg.
Die bis 1306 zur Markgrafschaft Baden-Hachberg gehörigen Orte der Herrschaft Sausenberg werden hier nicht aufgeführt.